# マリオバスケ 3on3
『マリオバスケ 3on3』（マリオバスケ スリーオンスリー、北米版: Mario Hoops 3-on-3 ヨーロッパ版: Mario Slam Basketball）は、スクウェア・エニックスが開発し、2006年7月27日に任天堂から発売されたニンテンドーDS用のゲームソフトである。アメリカでは同年9月11日に、ヨーロッパでは2007年2月16日に発売。

## 概要
3on3バスケットボールをベースにマリオの世界観に併せて特殊ルールに変更したゲーム性の高いバスケットゲーム。

### 開発経緯
2005年10月開催の「ニンテンドーDS カンファレンス2005秋」の舞台上で製作が発表されたタイトルの一つで、スクウェア・エニックス側から任天堂に企画が持ち込まれてコラボレーションが実現した。
テレビCMではホットマリオブラザーズのナインティナインが半年ぶりに出演している。
2010年には本作と同じく任天堂とスクウェア・エニックスの共同開発で、本作の流れを汲むWii用スポーツアクションゲーム『MARIO SPORTS MIX』が発売された。

## ゲームモード
チャレンジゲーム
プラクティス
基本操作の練習。2度目以降は項目を選べる。
スペシャルショット
各キャラのスペシャルショットの練習ができる。
ドリブルレース　タイムアタック
ドリブルでコインを100枚集め、ゴールまで持っていき、その時間を計るタイムアタック。前方からコウラが飛んでくる「ピーチキャッスル」、ロードローラーがあり、当たると潰される「サンシャインロード」の2コースがある。その2つで公式タイムを更新すると、超高難易度の「レインボーロード」でも遊べるようになる。
コインハンター
通信対戦でのみプレイできる。アイテムで相手を攻撃してコインを奪い、タイムアップのときに所持コインが多いほうが勝ち、というもの。ステージは、ギミックのない「マリオクラシック 1-1」、ファイアバー、ドッスン、バブルなどで危険な「マリオクラシック 8-4」がある。勝利を重ねると、水中でステージ中央に渦潮が発生している「マリオクラシック 2-2」、ギミックはないが複雑に入り組んでいて迷いやすい「ふしぎのもり」でも遊べるようになる。ちなみに、全ステージにワープ用の土管がある。バスケとは関係がない。

トーナメント
優勝トロフィーを目指して勝ち進んでいく。
エキシビジョン
好みの設定で自由に対戦できるモード。

## ルール

### 一般の3on3と異なる点
- コートは1面をすべて利用する。よってゴールは2カ所。
- コートにラインが引いてあるがラインオーバーはなく、それに伴うスローインもない（アウトラインでは壁があるかのようにボールが跳ね返る）
- キャラクターがボールを所持している時は常にドリブルをしており、「トラベリング」などのヴァイオレーションがない
- 得点の計算方式が違う（後述）
- ハテナパネルでコインを集めるなどして、得点をUPすることが出来る。
- マリオシリーズならではのアイテムを使うことが出来る。（後述）

### 得点計算および、コインによる加点、勝敗
基本ポイント
ゴールすると20ポイントを獲得できる。3ポイントエリアからシュートすれば30ポイントを獲得。スペシャルショットを成功させた場合はシュート位置に関係なく40ポイント獲得。コインによるスコア加点計算を行う。
コインの獲得
オフェンス側はドリブル時にコート内のハテナパネル上でドリブルするとコインを得ることが出来る（最大100枚）
ゴール時の加点
ゴール時には基本ポイントに加え、その時点でキープしていたコインを1枚1点として加算する。なおキープしているコインはゴールを決めると0にリセットされるが、ゴールが決まらなければピリオドが終了するまで保持される。
ダメージによるコインの減少
ボールをカットされてしまうか、アイテムでの攻撃を受けるとキープしてあるコインの1割がコートに散らばってしまう。これはオフェンス側、ディフェンス側が拾うことが出来る
勝敗
2ピリオド（初期設定、変更可）が終了した時点でポイントが高い方の勝ち。同点の場合は同点で終了となる。

### アイテム
- ハテナパネル上をドリブルする（オフェンス側）または踏む（ディフェンス側）とアイテムが出現する（オフェンス側はコインの代りにアイテムが出ることがある）。
- ディフェンス側が妨害アイテムに触れると手に持つことができ、画面をタッチするか、Aボタンで投げることが出来る。
- オフェンス側が妨害アイテムに触れるとコイン1枚を加算する。
- 強化アイテムに触れるとオフェンス、ディフェンス関係なく効果が発動する。

## 全コート共通アイテム
1枚コイン
取ると自チームのコインが1枚増える。
10枚コイン
取ると自チームのコインが10枚増える。
キノコ
取ると移動速度が30%上がる。
毒キノコ
取ると移動速度が30%下がる。
スター
取ると一定時間無敵になり、移動速度が30%上がる。効果は強力だが、出現する確率はとても低い。
サンダー
取ると使用者以外の全員が転ぶ。
にせ？パネル
ストロークした方向に投げた後、着地点に設置される。踏むと爆発して踏んだキャラクターが転ぶ。
バナナの皮
ストロークした方向に投げた後、着地点に設置される。踏んだキャラクターは転ぶ。
バクダン
ストロークした方向に投げた後、爆発する。爆発に巻き込まれたキャラクターは転ぶ。
緑コウラ
ストロークした方向に投げた後、コート上を滑るように移動する。コウラに当たったキャラクターは転ぶ。
赤コウラ
ストロークした方向に投げた後、ボールを自動追跡する。コウラに当たったキャラクターは転ぶ。
トゲゾーこうら
ストロークした方向に投げた後、ボールを自動追跡する。空中のボールも追いかける。ボールにぶつかると爆発する。

## コート専用アイテム
モルボルのたね
デイジーガーデン専用アイテム。取ると隠しコートの「モルボルガーデン」で遊べるようになる。
スロットコイン
ジュニアストリート専用アイテム。紫に照らされたパネルをドリブルすると手に入る。ゴール下のスロットマシンの当たりラインが増える。1枚獲得していくごとにの当たりラインが増える。ゴールした時に、揃った絵柄によって得点が増減する。
ドッスン
クッパキャッスル専用アイテム。いったん？パネルの真上にいって、落ちてくる。よけそこなうと、押し潰される。
フリーザ
シャーベットランド専用アイテム。ストロークした方向に投げた後、コート上を滑るように移動する。コウラに当たったキャラクターは凍って動けなくなる。
ミミック
ゲソプクオーシャン専用アイテム。ストロークした方向に投げた後、2つの効果がランダムに発生する。・ストロークした方向に投げた後、ボールを自動追跡する。当たったキャラクターは転ぶ。・ストロークした方向に投げた後、大量のコインをばらまく。

### コートによる特殊ルール
コート上で特殊な妨害やスコア調整が行われるコートがある。
- ノコノコビーチ - 海賊船が弾をコートに撃ち込んでくる。
- ドンキークルーズ - タルが転がってきたり、バナナが投げ込まれたりする。
- ワリオファクトリー - ボムヘイがコート内を歩いており、それをつかんだ瞬間から5秒後爆発する。
- パイレートシップ - 放台から不発弾がころかってくる。当たると爆発する。

## 操作
十字キーとタッチパネルを同時に使って操作する。
- タップ（タッチパネルを叩く）→ドリブル
- スライド（ペンをスライドさせる）→パス、シュート

その他のテクニックについては公式ホームページ参照。

## キャラクター

### 初期キャラクター
（）内はスペシャルショット発動コマンドのタイプ
オールラウンドタイプ
全ての能力が安定し、どんな状況でも対応しやすい
- マリオ スペシャルショット：ファイアシュート（M）
- ルイージ スペシャルショット：グリーンファイアシュート（L）
- ヨッシー スペシャルショット：ふんばりダンク（M）

テクニックタイプ
難易度の高いプレーでは、最も役に立つ
- ピーチ スペシャルショット：ハートシュート（▽）
- デイジー スペシャルショット：フラワーシュート（▽）
- ワルイージ スペシャルショット：スクリューダンク（W）

パワータイプ
力まかせのプレーで、他のキャラを押し退ける
- ワリオ スペシャルショット：どけどけダンク（W）
- ドンキーコング スペシャルショット：コンガーダンク（M）

スピードタイプ
ドリブル中のスピードが速く、シュートも正確
- ディディーコング スペシャルショット：バレルジェットシュート（M）
- クッパJr. スペシャルショット：ラクガキシュート（B）

### 隠しキャラ（スクウェア・エニックスのキャラクター）
オールラウンドタイプ
- ニンジャ（忍者） スペシャルショット：コノハガクレ（N）
  - 外見はFC版「ファイナルファンタジーIII」の忍者にほぼ近い。

テクニックタイプ
- シロマ（白魔道士） スペシャルショット：ホーリー（☆）
  - 外見はチョコボシリーズに登場するシロマとは随分異なる細身で勝ち気な美少女。頭にティアラがあるのが主な特徴。

トリッキータイプ
能力はオールラウンドと比べると不安定だが、多彩なアクションを仕掛ける。
- クロマ（黒魔道士） スペシャルショット：メテオ（☆）
- モーグリ スペシャルショット：モーグリダンス（M）

スピードタイプ
- サボテンダー スペシャルショット：ハリセンボン（S）

### 隠しキャラ（任天堂のキャラクター）
オールラウンドタイプ
- キャサリン スペシャルショット：たまごシュート（▽）

パワータイプ
- クッパ スペシャルショット：ボンバーダンク（B）

スピードタイプ
- ディクシーコング スペシャルショット：バレルキャノンシュート（▽）

トリッキータイプ
- テレサ スペシャルショット：スリラーダンク（B）
- パタパタ スペシャルショット：ウイングシュート（N）
- プロペラヘイホー スペシャルショット：サンダーシュート（S）

### その他コートに登場するキャラクター
- ジュゲム：審判、ピーチカントリーのゴール
- プクプク：ピーチカントリーのボーナスキャラクター
- オバケ：ルイージマンションの障害物
- ボスパックン：デイジーガーデンのゴール
- モルボル：モルボルガーデンの障害物
- ボム兵：ワリオファクトリーの障害物
- ドッスン：クッパキャッスルの障害物
- バブル：クッパキャッスルの障害物
- ボム：クッパキャッスルの障害物
- ゲッソー：ゲソプクオーシャンの障害物
- ミミック：ゲソプクオーシャンの障害物
- ボスゲッソー：パイレートシップの障害物

## コート

### 通常コート
キノコカップ
マリオスタジアム
最初のコートなので、ギミックは存在しない。
ノコノコビーチ
砂浜。左右が波立っていて、そこに入っている間は移動速度が遅くなる。また、ヘイホーの海賊船が砲弾を飛ばしてくる。
ピーチカントリー
プクプクが跳ねまわっていて、当たるとコインになる。

フラワーカップ
ドンキークルーズ
舟（イカダ）のコートなので、コート自体が川の上を動いている。滝の前を通るとタルが転がりだし、当たると潰される。また、ジャングルからバナナを投げ込まれることもある。
ルイージマンション
オバケにボールが当たるとボールを奪われる。オバケに触れると取り戻せる。オバケは、サンダーを使うと一定時間いなくなる。
デイジーガーデン
庭園。ゴールがボスパックンで、ダンクシュートしようとするとダメージを受ける。シュートするか寝ているときにダンクするとゴールになる。

スターカップ
ワリオファクトリー
工場。ボムへいがうろついていて、Bボタンでつかんで、アイテムのバクダンと同じように投げて攻撃できる。エレベーターのように階層を移動し、そのときにボムへいが補充される。
ジュニアストリート
摩天楼。ゴールにスロットがあり、?パネルに光があたったときに手に入るスロットコインを持った状態でシュートが決まるとスロットがまわり、そろった絵柄によってポイントが上下する。
クッパキャッスル
クッパの城。炎の池があり、入ると操作が思い通りにいかなくなる。また、炎の池から、バブルやボムが出てくる場合がある。?パネルからドッスンが出てくる場合もある。ゲーム中で難易度は高いほう。背景で陽炎が揺れている。

レインボーカップ
シャーベットランド
氷上のため滑りやすく、歩いているときにカットするとヘッドスライディングになる。専用アイテム「フリーザー」が使える。なぜか地面の下に骨が埋まっている。
ゲソプクオーシャン
海底。水中のためか動きが遅い。ゲッソーにボールが当たるとボールが止まる。専用アイテム「ミミック」が使える。背景に逃げるプクプクの群れと、追うホージローが見える。どうやって息をしているかは不明。
パイレートシップ
荒れ狂う海の上の海賊船。砲弾が転がってきたり、ボスゲッソーが邪魔してきたりと、試合に集中できない。
レインボーシップ
空飛ぶ飛行船。ギミックはないが、ハテナパネルの動き方が非常に複雑でコインを稼ぎにくい。

### 隠しコート
いずれもエキシビジョンで入手できる。
キノコカップ
サンセットビーチ
DS本体の内蔵時計が16時～19時の時にノコノコビーチで相手に200点差以上つけて勝つと出現

フラワーカップ
モルボルガーデン
デイジーガーデンでダンクシュートを3回決めるとモルボルのたねがでるのでそれをとって勝つと出現

スターカップ
ギラギラさばく
ジュニアストリートで相手に700点差以上つけて勝つと出現